# Tonsillotomie
Als Tonsillotomie bezeichnet man die operative Teilentfernung der Gaumenmandel.
Der Eingriff wird vor allem bei Kindern zwischen dem 2. und 8. Lebensjahr durchgeführt und ist eine Alternative zur Tonsillektomie, der vollständigen Entfernung der Gaumenmandel bei erheblicher Tonsillenvergrößerung, die oft mit Behinderung der Atmung, des Schluckens und/oder nächtlichen Atemaussetzern verbunden ist. Sie kann mit unterschiedlichen chirurgischen Instrumenten, wie dem Laser, der monopolaren Nadel, dem Ultraschallmesser, der Schere oder mittels Hochfrequenzablation durchgeführt werden. Der Vorteil gegenüber der Tonsillektomie besteht vor allem in der sehr geringen Nachblutungsrate. Daher wird der Eingriff überwiegend ambulant durchgeführt.
Bei chronischer Tonsillitis (chronische Gaumenmandelentzündung) oder gehäuften akuten Tonsillitiden (rezidivierende Angina tonsillaris) wurde bisher eine Kontraindikation zur Tonsillotomie angesehen, da in der Folge weitere Entzündungen oder narbige Veränderungen an der Resttonsille mit Folge von (gefährlichen) Abszessen angenommen wurden. In diesen Fällen galt die althergebrachte Tonsillektomie mit stationärem Aufenthalt bis zu einer Woche als Therapie der Wahl. Umfangreiche Studien haben jedoch Abszedierungen im verbliebenen Tonsillengewebe nicht als typische Komplikation bestätigen können. Neuerdings wird daher die Erweiterung der Indikationsstellung zur Tonsillotomie im Kindes- und Jugendalter auch bei rezidivierenden und chronischen Tonsillitiden beschrieben.
Gemäß den Leitlinien der AWMF (Arbeitsgemeinschaft der Wissenschaftlichen Medizinischen Fachgesellschaften e.V.) zur Therapie entzündlicher Erkrankungen der Gaumenmandeln ist die Tonsillotomie auch ein adäquates Therapieverfahren bei rezidivierender Tonsillitis im Erwachsenenalter. Obwohl Mandelgewebe bei der Tonsillotomie hinterlassen wird, ließ sich eine Reduktion jährlicher Halsschmerzepisoden bei Jugendlichen und Erwachsenen nachweisen, die sich nicht von der Reduktionsrate nach konventioneller Tonsillektomie unterscheidet.
Es gibt Gründe, diese Leitlinien der AWMF, nach denen die Tonsillotomie im Vergleich zur Tonsillektomie ein adäquates Therapieverfahren ist, kritisch zu betrachten. Denn es gibt keine Langzeitstudien der Komplikationsraten nach Tonsillotomie. Bisher lagen die Nachbeobachtungszeiten dieses Operationsverfahrens bei nur 1 bis 3 Jahren. Diese Zeit reicht nicht aus, um eventuell später auftretende Komplikationen, insbesondere rezidivierende Resttonsillitiden, auszuschließen. Denn es ist nicht sicher, ob bei der Entfernung von Teilen der Tonsille das Gewebe so weit abgetragen wird, dass die Krypten der Tonsillen als potentielles Reservoir von Detritus und  krankheitsauslösenden Erregern vollständig entfernt wurden. Bleiben Teile der Krypten zurück, kann es aus pathologisch-anatomischer Sicht zu narbigen Verschlüssen an der Oberfläche derselben kommen, wodurch die Bildung von Tonsillenabszessen vorerst nicht ausgeschlossen werden kann.
Zu einem ähnlichen Resümee kommt das Institut für Qualität und Wirtschaftlichkeit im Gesundheitswesen (IQWiG). Danach ist zwar die Tonsillotomie innerhalb der ersten beiden Wochen mit weniger Schmerzen sowie Schluck- und Schlafstörungen verbunden. Nachwachsendes Gewebe kann aber nach einer Tonsillotomie Nachteile mit sich bringen: So kann es auch Jahre nach einer Tonsillotomie wieder zu Entzündungen der Gaumenmandeln kommen, was eine erneute Operation notwendig machen kann.
In der Abwägung zwischen Nutzen und Schaden der Tonsillotomie im Vergleich zur Tonsillektomie stehen sich kurzfristig eine Verringerung der prozeduralen Nebenwirkungen und langfristig ein möglicherweise geringerer Nutzen gegenüber.